# Vámosmikola
Vámosmikola es un pueblo húngaro perteneciente al distrito de Szob, condado de Pest.

## Superficie
Cuenta con una superficie de 25,27 km².

## Demografía
Hasta 2024 la población era de 1461 habitantes, con una densidad de población de 57,81 hab/km².
| Gráfica de evolución demográfica de Vámosmikola entre 2020 y 2024 |
|                                                                   |
| Datos según la Oficina Central de Estadística de Hungría.         |